# 惠特蘭鎮區 (密蘇里州希科里縣)
惠特蘭鎮區（英語：Wheatland Township）是位於美國密蘇里州希科里縣的一個行政鎮區。

## 地方資料
惠特蘭鎮區的面積為138.71平方千米，當中陸地面積為138.39平方千米，而水域面積為0.32平方千米。根據2020年美國人口普查的數據，當地共有人口693人，而人口密度為每平方千米5人。